# Levitation (Hawkwind)
Levitation es el décimo álbum de estudio de Hawkwind, lanzado por Bronze en 1980.
Este es el único álbum de Hawkwind con el exbatería de Cream, Ginger Baker, y el primero con Tim Blake en teclados, amigo de la banda y exmiembro del grupo psicodélico anglofrancés Gong.
"Levitation" fue uno de los primeros discos grabados digitalmente en el ámbito del rock inglés.

## Lista de canciones
Lado A
1. "Levitation" (Dave Brock) – 5:48
2. "Motorway City" (Brock) – 6:48
3. "Psychosis" (Harvey Bainbridge) – 2:22
4. "World of Tiers" (Bainbridge, Huw Lloyd-Langton) – 3:30

Lado A
1. "Prelude" (Tim Blake) – 1:28
2. "Who's Gonna Win The War?" (Brock) – 4:45
3. "Space Chase" (Lloyd-Langton) – 3:11
4. "The 5th Second of Forever" (Brock, Lloyd-Langton) – 3:27
5. "Dust of Time" (Brock, Bainbridge, Lloyd-Langton) – 6:22

## Personal
- Dave Brock: voz, guitarra, teclados
- Huw Lloyd-Langton: guitarras, coros
- Tim Blake: teclados, coros
- Harvey Bainbridge: bajo, teclados, coros
- Ginger Baker: batería